# Miopithecus
Miopithecus là một chi động vật có vú trong họ Cercopithecidae, bộ Linh trưởng. Chi này được I. Geoffroy miêu tả năm 1862. Loài điển hình của chi này là Simia talapoin Schreber, 1774.

## Hình ảnh

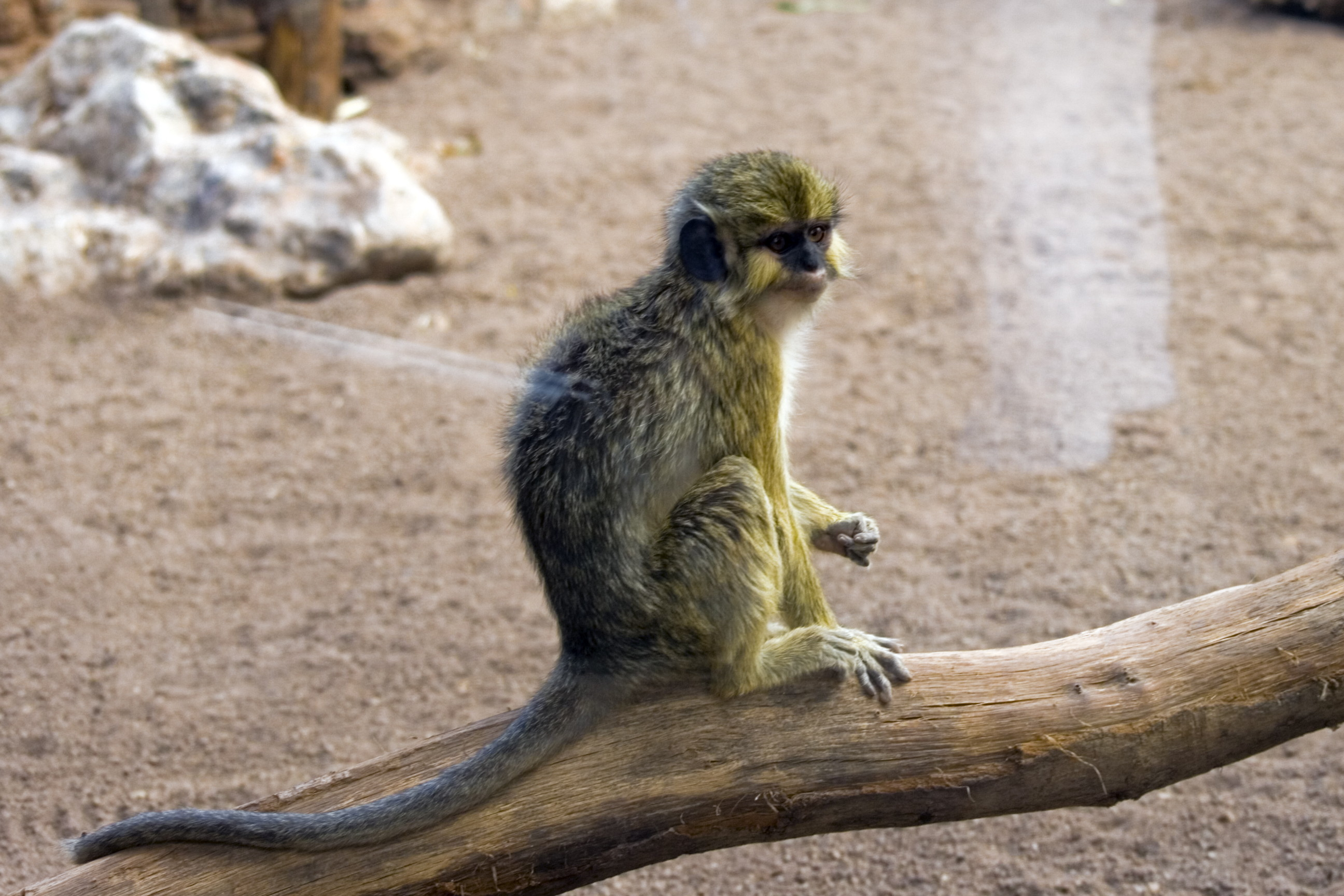
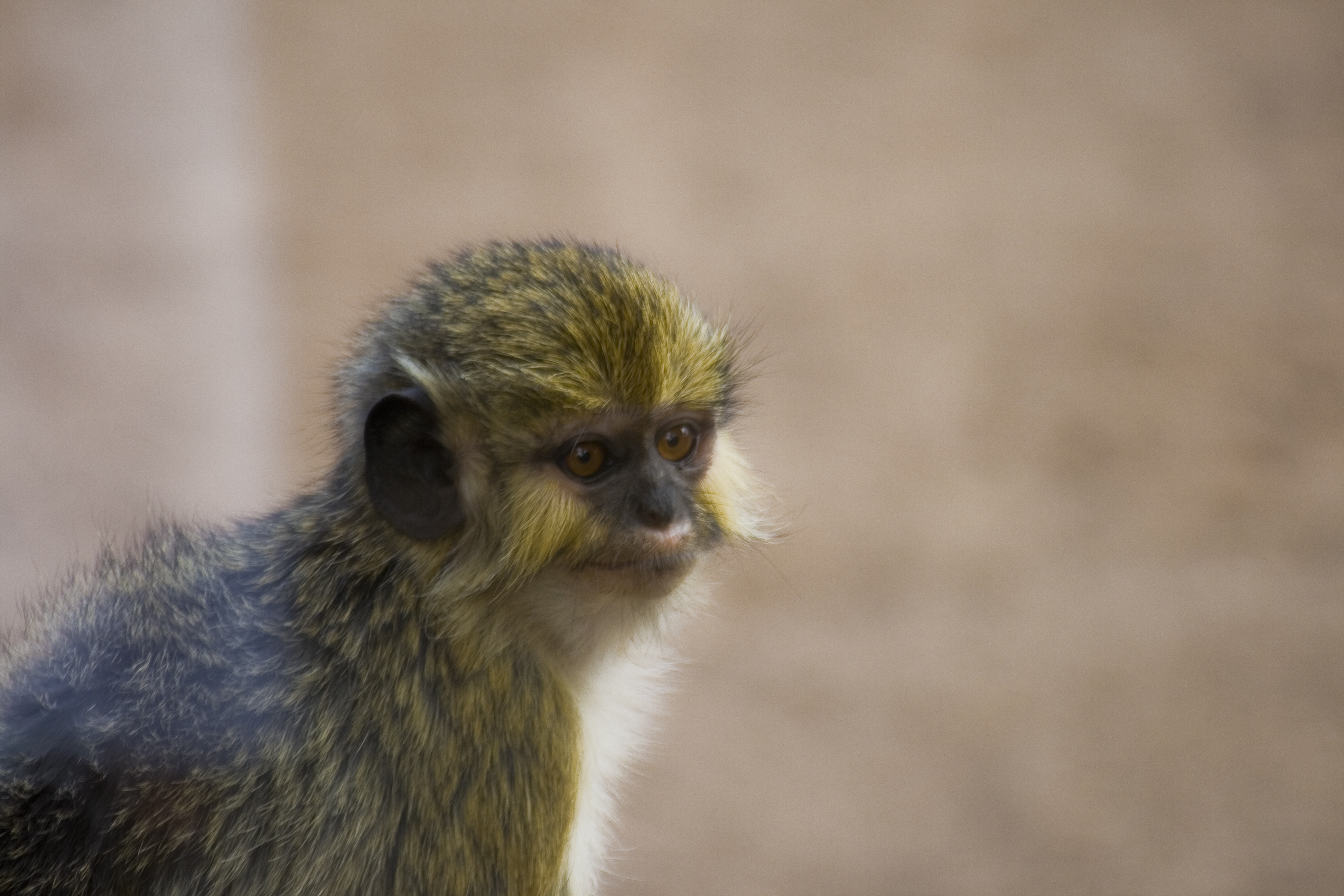

## Các loài
Chi này gồm các loài: